# Maciej Mikołaj Radziwiłł
Maciej Mikołaj Radziwiłł książę herbu Trąby (ur. 27 lipca 1873 w Zegrzu, zm. 5 listopada 1920 w Staszowie) – polski ziemianin, działacz gospodarczy i polityczny, właściciel Zegrza, członek Komitetu Narodowego Polskiego (1914–1917).

## Życiorys
Był synem Macieja Józefa i bratem Franciszka Piusa. 5 sierpnia 1897 poślubił w Krakowie Różę Potocką, córkę Artura Potockiego i Róży Lubomirskiej. Mieli czterech synów: Krzysztofa, Artura, Konstantego Mikołaja, Macieja. 
W styczniu 1903 r. utworzył m.in. wraz z Maurycym Spokornym, Sewerynem Czetweryńskim i Michałem Woronieckim Towarzystwo Akcyjne Tramwajów Miejskich w Warszawie i które w tym samym roku uzyskało koncesję na budowę i eksploatację sieci tramwajów elektrycznych w tym mieście. Inwestycję realizował niemiecki koncern „Siemens i Halske”. Pierwszą linię otwarto 26 III 1908 roku. Był członkiem Stronnictwa Polityki Realnej w 1914 roku. W odpowiedzi na deklarację wodza naczelnego wojsk rosyjskich wielkiego księcia Mikołaja Mikołajewicza Romanowa z 14 sierpnia 1914 roku, podpisał telegram dziękczynny, głoszący m.in., że krew synów Polski, przelana łącznie z krwią synów Rosyi w walce ze wspólnym wrogiem, stanie się największą rękojmią nowego życia w pokoju i przyjaźni dwóch narodów słowiańskich. Był członkiem Centralnego Komitetu Obywatelskiego Królestwa Polskiego w Rosji.	
Pochowany w kaplicy Świętego Krzyża klasztoru pokamedulskiego w Rytwianach.